# Колтунюк Мирон
Колтунюк Мирон-Іван (19 січня 1885, Комарно Рудківського повіту — 28 липня 1943, Жуків) — український священник (УГКЦ), громадський діяч.
Народився в сім'ї священника о. Миколи Колтунюка і Ольги Яюс. Після закінчення гімназії в Перемишлі 1906 р. навчався у Львівській та Перемиській духовних семінаріях. Одружився з Іриною, донькою о. Северина Метеллі. Отримав єрейські свячення 1912 р. з рук єпископа Костянтина Чеховича в Перемишлі. Служив сотрудником у Себечеві і Люблинці, адміністратором (завідателем) у Вільшанах, Юрівцях, Новосільці. 1925 р. перейшов сотрудником о. Володимира Бачинського в с. Жуків, де колись був парохом його батько. Після смерти о. Бачинського у 1926 році став парохом і служив до своєї трагічної загибелі. У 1936–1943 роках — декан Чесанівського деканату.
Під час Першої світової війни був капеланом австрійської армії; в армії також служили троє його молодших братів, які згодом перейшли до УГА.
Останній голова Чесанівської філії товариства «Просвіта», активний громадський діяч.
Вбитий польською терористичною боївкою в ніч з 28 на 29 липня 1943 року на господарському подвір'ї плебанії.
Похований 31 липня 1943 року на цвинтарі с. Жуків. Участь у похороні брало 16 священиків.